# Spodnja Libna
Spodnja Libna este o localitate din comuna Krško, Slovenia, cu o populație de 55 de locuitori.